# Göran Lundberg

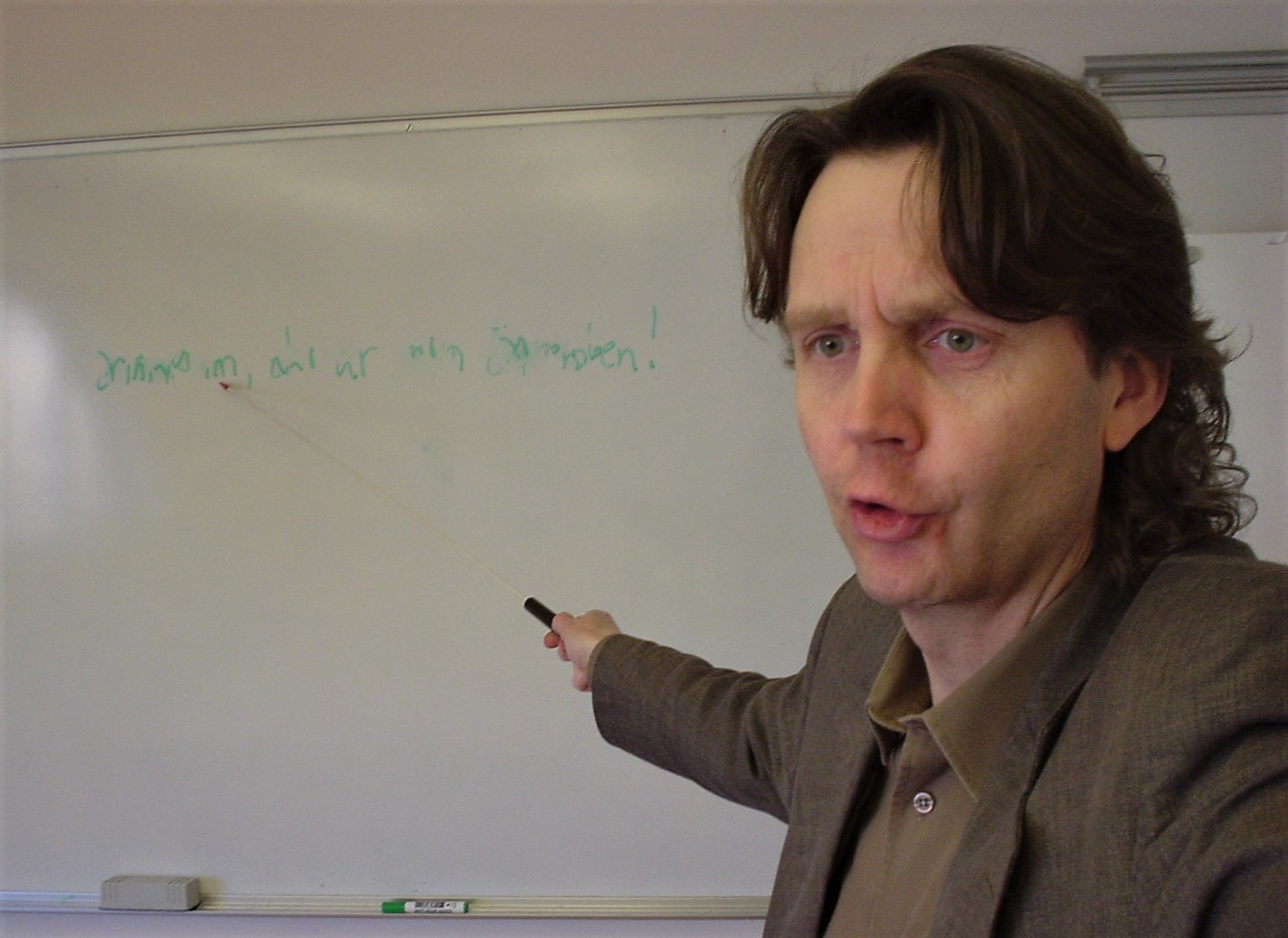
Göran Lundberg 2007.

Mats Göran Rufus Lundberg, född 29 januari 1957 i Eskilstuna, är en svensk journalist och publicist.
Lundberg var 1999-2008 VD och huvudredaktör för Ingress Media AB. Han genomförde år 2000 en kontroversiell organisationsreform som löste upp redaktionernas traditionella avgränsningar mellan befattningarna reporter, redigerare och fotograf vid samtliga de fem morgontidningar som gavs ut av företaget. Reformen gav upphov till begreppet "Multijournalist" och mötte inledningsvis stort motstånd från Svenska Journalistförbundet . Med tiden mildrades dock kritiken och vid mitten av 2010-talet hade organisationsformens resurseffektivitet i kombination med de digitala verktygens utveckling samt dagspressens växande omställnings- och rationaliseringsbehov gjort "multijournalist-modellen" mer eller mindre allenarådande bland svenska landsortstidningar. 
Göran Lundberg var under åren 2009-2011 tf tidningschef på Vestmanlands Läns Tidning.. Han ingick i styrelsen för Tidningsutgivarnas Mellersta krets 2000-2006 samt i koncernledningarna för VLT AB 1999-2008 och Mediebolaget Promedia 2008-2012. Han är sedan 2012 fristående konsult.  .
Göran Lundberg är son till Lauri Lundberg och Christina Fredriksdotter Lundberg, född Boström.